# Elizalde Beta

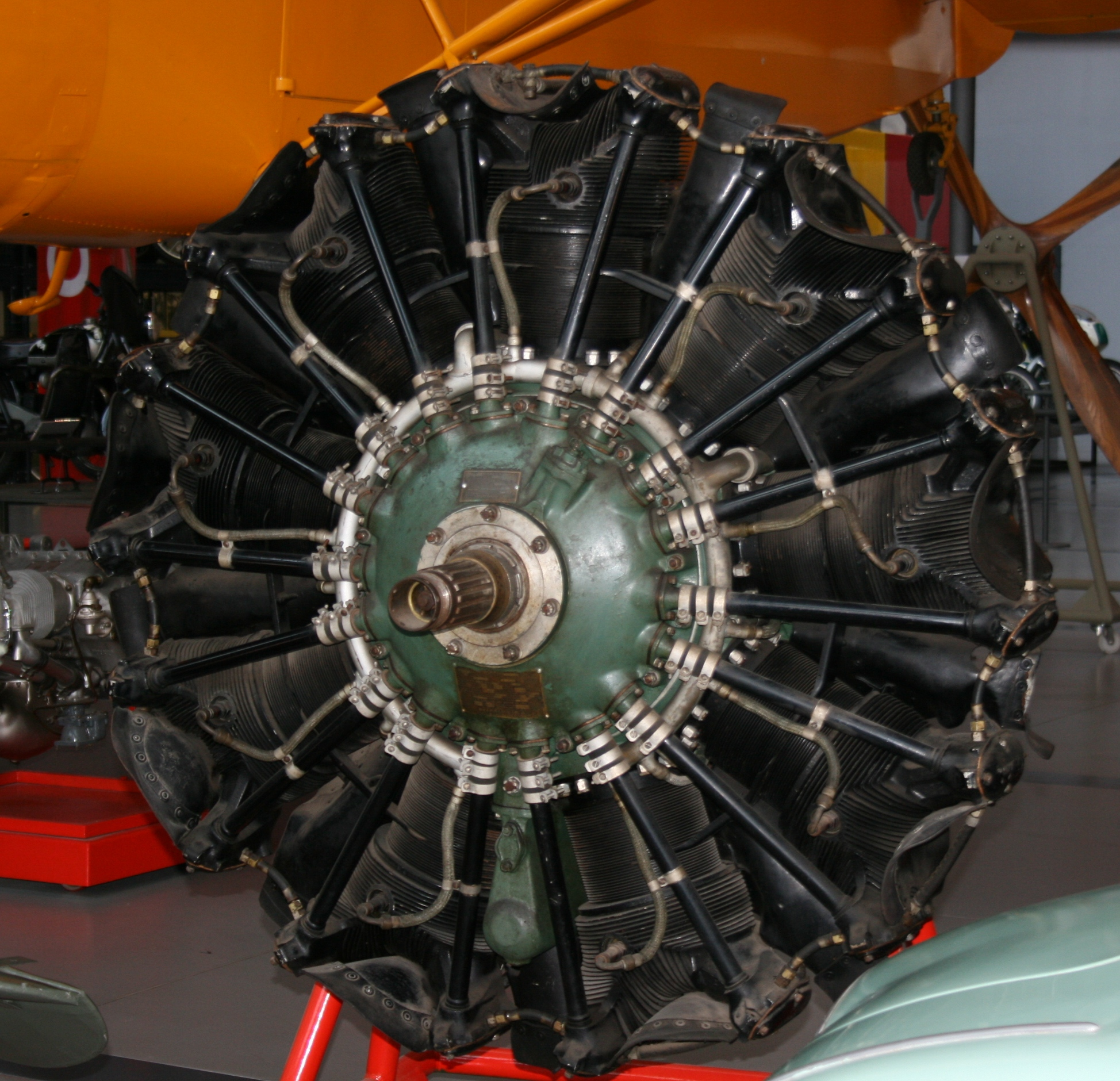
750-PS-Neunzylinder-Sternmotor Elizalde Beta

Der Elizalde Beta (auch als ENMASA Beta bekannt) ist ein luftgekühlter Neunzylinder-Sternmotor mit Abgasturbolader, der in Spanien in den 1940er-Jahren gebaut wurde. Mit seinen rund 775 PS war er der stärkste einreihige Sternmotor, der je in Spanien gefertigt wurde.

## Entwicklung und Anwendung
Das Triebwerk wurde in Anlehnung an den amerikanischen Wright-R-1820-Motor von der spanischen Elizalde S.A. in Barcelona entwickelt und als Ersatzmotor für die im spanischen Bürgerkrieg gebauten Flugzeuge verwendet. Zum Einsatz kam dieser Motor bei der spanischen Version der Junkers Ju 52 Transport, der CASA C-202 Halcón und der Hispano HA-100 Triana.
Die spätere Bezeichnung ENMASA Beta bekam dieser Sternmotor, weil die 1908 gegründete private Elizalde S.A. im Dezember 1951 verstaatlicht wurde und in das Instituto Nacional de Industria INI unter der Bezeichnung Empresa Nacional de Motores de Aviación, S.A. (ENMASA) eingegliedert wurde.

## Technische Daten (Beta B-4)
- Typ: einreihiger luftgekühlter Neunzylinder-Sternmotor mit Abgasturbolader
- Bohrung: 155,5 mm
- Hub: 174,6 mm
- Hubraum: 29,85 Liter
- Trockengewicht: 468 kg
- Ventiltrieb: ein Einlassventil und ein natriumgekühltes Auslassventil pro Zylinder
- Abgasturbolader: Kreiseltyp
- Kraftstoffsystem: ein vierstufiger Vergaser
- Kraftstoff: Benzin 87 Oktan (Mindestwert)
- Kühlsystem: luftgekühlt
- Leistung: 578 kW (775 PS) bei 2.200 Umdrehungen pro Minute (Startleistung)[1]

Ein Motor dieser Baureihe befindet sich heute im Museo de la Ciencia y de la Técnica de Cataluña in Terrassa, Provinz Barcelona. Im Sommer 1964 befand sich auf dem militärischen Teil des Flughafens Palma de Mallorca eine Ju 52 mit diesem Motor im Einsatz und war bei der spanischen Luftwaffe Ejercito del Aire bis 1974 in Betrieb.